# Graciela Amaya de García
María Graciela Amaya Barrientos, conocida como Graciela Amaya de García (San Salvador, 2 de enero de 1895-11 de octubre de 1995) fue una feminista y sindicalista de América Central. 
Se unió al movimiento socialista, fundó sindicatos y formó la primera organización feminista de Honduras, la Sociedad de Cultura Feminista en 1923.

## Biografía
Nació en el seno de una familia formada por María Dolores Barrientos y José Bernardino Amaya. Su abuelo materno fue Felipe  Barrientos, un abogado y general militar y su primo Fernando Barrientos era un sindicalista. Su madre murió cuándo tenía dos años y fue criada por su abuela junto a su único hermano, Felipe Armando. Se formó en la Escuela Normal de Maestras en San Salvador donde estudió Pedagogía y posteriormente impartió clases en varias escuelas en El Salvador.
Con veinte años, en 1915, se mudó con su padre a Tegucigalpa y al año siguiente se casó con José García Lardizábal. Su padre la disuadió de trabajar y pasó varios años cuidando de su hijo Tómas.
A principios de 1920, su hermano, Armando, quién había sido un organizador de trabajo socialista en los Estados Unidos se reunió con la familia en Honduras la introdujo en las ideas socialistas. A partir de ese momento, como ella dijo:
```
“… empecé a caminar por las escarpadas sendas de la lucha revolucionaria y desde entonces,…, ni los peligros, ni las adversidades me han hecho jamás retroceder”
[
3
]
```

## Trayectoria

### Honduras
En 1921, Graciela Amaya de García fue reclutada junto a su hermano Armando, Víctor M. Angulo, Manuel Cálix Herrera, y Carlos Gómez por Juan Pablo Wainwright en el movimiento socialista. Les dirigió en la organización de huelgas en el norte de Honduras contra las empresas productoras de bananos y de ferrocarriles para conseguir mejores condiciones laborales y sueldos más altos. Bajo el paraguas de la organización, la Federación Obrera Hondureña (FOH), crearon diferentes sindicatos afiliados. Gabriela Amaya encabezó el sindicato Redención, que pertenecía a la FOH.
Fundó la Sociedad de Cultura Feminista Sociedad “Cultura Femenina”, en 1923, formada por mujeres socialistas, con el objetivo de organizar a las mujeres trabajadoras. Fue el primer grupo feminista  creado en Honduras y que trabajó en resistencia al gobierno. El grupo organizó escuelas nocturnas para mujeres y foros para enseñarles sus derechos y formarlas en igualdad. La Sociedad “Cultura Femenina” también publicó un boletín de noticias para  debatir temas sobre la emancipación de las mujeres.
Amaya continuó con sus actividades organizativas y distribuyendo panfletos, pero como consecuencia de los conflictos ocurridos entre la FOH y el Partido Comunista de Honduras se forzó la disolución de la FOH en 1929. En aquel año, ella y su hermano participaron con el sindicalista y comunista Manuel Cálix Herrera para organizar un congreso de trabajadores y campesinos en el puerto de Tela. El congreso se celebró el 29 mayo y dio lugar a la creación de la Federación Sindical Hondureña (FSH) que inicialmente organizó a trabajadores del ferrocarril y más tarde a la plantilla de la empresa estadounidense United Fruit Company. En 1930, Wainright, al frente de la FSH lideró varias huelgas contra la Standard Fruit Company y la United Fruit Company. Después de esto, Wainright fue señalado como instigador, le capturaron y ejecutaron en 1932. Meses más tarde, la FSH inició otra huelga contra la Standard Fruit y la Trujillo Railroad Company.
Graciela Amaya de García y su grupo apoyaron a Manuel Cálix Herrera en una candidatura para la presidencia, pero cuando el dictador, Tiburcio Carías Andino ganó laselecciones generales de Honduras de 1932, ilegalizó el partido comunista. Aun así, Amaya continuó con sus actividades sindicales y la organización de huelgas, teniendo que operar desde la clandestinidad hasta 1944. En mayo y junio dirigió manifestaciones delante de la residencia presidencial pidiendo la liberación de prisioneros políticos. En julio de aquel año, se produjeron protestas masivas al gobierno de Carías, y Amaya fue arrestada, encarcelada y expulsada del país junto a su hermano, con quien regresó a El Salvador.

### El Salvador
De vuelta en su país de origen, se afilió a la Unión Nacional de Trabajadores (UNT), al entonces ilegal Partido Comunista de El Salvador y continuó con sus esfuerzos organizativos. Integrada en el Comité de Mujeres, participó en la campaña presidencial para Arturo Romero, que era uno de los candidatos para reemplazar al presidente provisional Andrés Ignacio Menéndez. Cuando el golpe de Estado de Osmín Aguirre y Salinas acabó con las elecciones en octubre de 1944, huyó a Guatemala apenas unos meses después de volver a su casa.

### Guatemala
En Guatemala organizó el Comité de Liberación Salvadoreño para apoyar a las personas exiliadas de El Salvador y quienes se rebelaban luchando contra Aguirre. Su hijo Tómas, estudiante de tercer año en medicina, se unió la resistencia y en diciembre de 1944 fue asesinado en un enfrentamiento, cuando un grupo de militantes tomó Ahuachapán en un intento de derrocar el régimen de Aguirre.
En 1945, se convirtió en una de las fundadoras de la Confederación de Trabajadores de Guatemala y organizó la escuela Claridad, para formar a la clase trabajadora como hizo en años anteriores en Honduras. La oposición a sindicatos por la parte conservadora de la sociedad hizo que Amaya fuera expulsada por el presidente guatemalteco Juan José Arévalo en febrero de 1946.

### Ciudad de México
Ella y su marido huyeron a Ciudad de México y continuaron trabajando para el movimiento de resistencia contra la dictadura de Carías. Se empleó en la Secretaría de Educación Pública, donde  trabajó de 1946 a 1979. También siguió con su actividad sindical y en movimientos políticos de izquierdas y en defensa de los derechos de las mujeres. Publicó artículos en varios diarios, como El Popular y en la revista bimensual Pagenias de Ayer y de Hoy.
Graciela Amaya de García publicó sus memorias, Páginas de lucha revolucionaria en Centroamérica en 1971 y En  las trincheras de la lucha por el socialismo en 1975.

## Homenajes y legado
En 1977, fue invitada a un homenaje celebrado en su honor en la Universidad Autónoma Nacional de Honduras. Asistió al evento, siendo la primera vez que regresaba a Centroamérica después de tres décadas. Tras el homenaje, un grupo de mujeres de la universidad fundó el colectivo feminista llamado Graciela Amaya García (GAG) en honor y reconocimiento a su trabajo y contribuciones en la lucha por los derechos y la educación de las mujeres en el país. Su objetivo fue educar a sus miembros en los ideales feministas.
Falleció el 11 de octubre de 1995 en Ciudad de México, tres meses antes de cumplir 101 años. Se la recuerda en Honduras como la fundadora del movimiento feministas y en toda Centroamérica por su lucha en defensa de los trabajadores.